# Gabriele Weigand

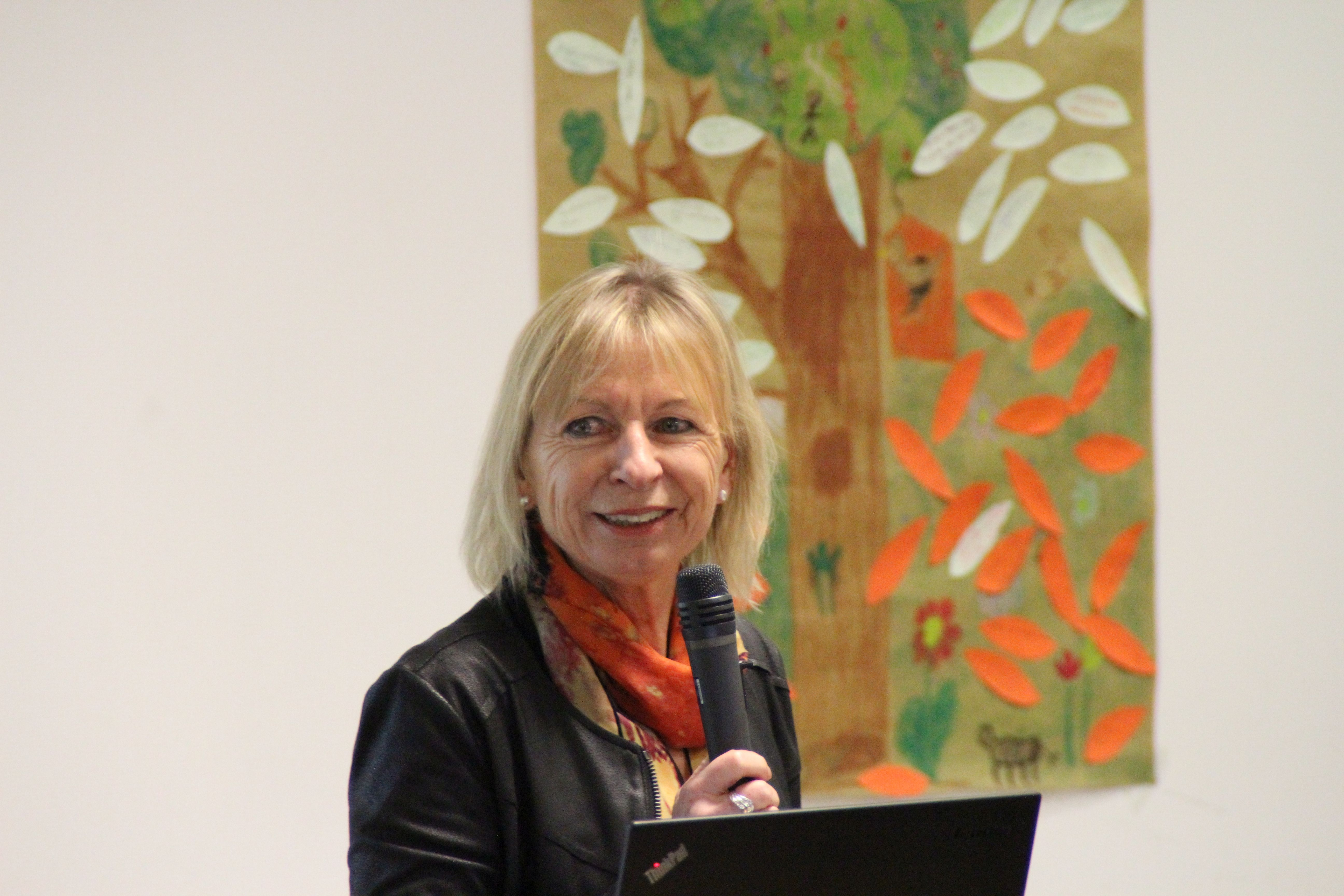
Gabriele Weigand (2014)

Gabriele Weigand (* 1953 in Bad Neustadt) ist eine deutsche Erziehungswissenschaftlerin. Sie ist seit 2004 Professorin für Allgemeine Pädagogik am Institut für Allgemeine und Historische Erziehungswissenschaft der Pädagogischen Hochschule Karlsruhe.

## Familie
Gabriele Weigand ist verheiratet mit dem Mathematiker Hans-Georg Weigand.

## Werdegang
Weigand studierte Germanistik, Geschichte und Sozialkunde sowie Diplompädagogik an der Julius-Maximilians-Universität Würzburg und an der Universität Bordeaux Montaigne. 1978 legte sie ihr erstes und 1984 ihr zweites Staatsexamen für das Lehramt an Gymnasien ab und promovierte 1983 im Fach Pädagogik an der Universität Würzburg mit einer Arbeit über die pédagogie institutionnelle in Frankreich. Anschließend war sie wissenschaftliche Mitarbeiterin am Institut für Pädagogik an der Universität Würzburg, bevor sie zehn Jahre lang an verschiedenen Gymnasien in Bayern unterrichtete und in der Schulleitung tätig war. Dabei wirkte sie auch beim Aufbau eines Modellversuchs für hochbegabt getestete Schüler mit. 2004 habilitierte sie sich an der Universität Würzburg mit einer anthropologisch-bildungstheoretischen Arbeit zur Schule der Person. Seit 2004 ist sie Professorin für Erziehungswissenschaft im Institut für Allgemeine und Historische Erziehungswissenschaft an der Pädagogischen Hochschule Karlsruhe. Von 2009 bis 2015 war sie Prorektorin für Forschung und Entwicklung sowie Sprecherin der Prorektorinnen und Prorektoren für Forschung der Pädagogischen Hochschulen Baden-Württembergs. Von 2010 bis 2015 war sie auch Leiterin der Graduiertenakademie der Pädagogischen Hochschulen Baden-Württembergs.
Gabriele Weigand ist mitverantwortlich für das Weiterbildungsinstitut eVOCATIOn, das aus einem gleichnamigen EU-Projekt unter ihrer Leitung hervorgegangen ist. Sie ist Mitherausgeberin des journals für begabtenförderung und Mitglied des International Panel of Experts of Gifted Education (iPEGE). Seit 2018 ist sie Verbundkoordinatorin des BMBF-geförderten Forschungs- und Entwicklungsprojekts „Leistung macht Schule“ (LemaS), das seit 2023 in der 2. Förderphase als LemaS-Transfer weitergeführt wird.

## Forschungsschwerpunkte
Forschungsschwerpunkte sind Anthropologie und Theorien der Person, Begabungs- und Biografieforschung, Interkulturelle und Institutionelle Pädagogik, Professionalisierungs- und Schulentwicklungsforschung.

## Publikationen (Auswahl)

### Monographien
- mit Armin Hackl, Victor Müller-Oppliger und Günter Schmid: Personorientierte Begabungsförderung. Eine Einführung in Theorie und Praxis. Beltz, Weinheim / Basel 2014, ISBN 978-3-407-25712-3.
- mit Timo Hoyer und Victor Müller-Oppliger: Begabung. Eine Einführung. Wissenschaftliche Buchgesellschaft, Darmstadt 2013, ISBN 978-3-534-23506-3.
- mit Christoph Wulf: Der Mensch in der globalisierten Welt. Anthropologische Reflexionen zum Verständnis unserer Zeit. Christoph Wulf im Gespräch mit Gabriele Weigand. Waxmann, Frankfurt / New York 2011, ISBN 978-3-8309-2528-6.
- Schule der Person. Zur anthropologischen Grundlegung einer Theorie der Schule. Ergon, Würzburg 2004, ISBN 3-89913-356-0. (3. Nachdruck 2010)
- Erziehung trotz Institutionen? Die pédagogie institutionnelle in Frankreich. Königshausen & Neumann, Würzburg 1983, ISBN 3-88479-092-7.

### Herausgeberschaft
- mit C. Fischer, F. Käpnick, C. Perleth, F. Preckel, M. Vock und W. Wollersheim (Hrsg.): Dimensionen der Begabungs- und Begabtenförderung in der Schule (Leistung macht Schule, Bd. 2). Bielefeld 2022, wbv. PDF
- mit C. Fischer, F. Käpnick, C. Perleth, F. Preckel, M. Vock und W. Wollersheim (Hrsg.): Leistung macht Schule. Das interdisziplinäre Projekt zur Förderung leistungsstarker und potenziell besonders leistungsfähiger Schülerinnen und Schüler. (Leistung macht Schule, Bd. 1). Beltz, Bad Heilbrunn 2020, ISBN 978-3-407-25836-6.
- mit Claudia Solzbacher und Petra Schreiber (Hrsg.): Begabungsförderung kontrovers? Konzepte im Spiegel der Inklusion. Beltz, Weinheim/Basel 2015, ISBN 978-3-407-29396-1.
- mit Timo Hoyer, Timo und Rolf Haubl (Hrsg.): Sozio-Emotionalität von hochbegabten Kindern. Wer sie sind – was sie bewegt – wie sie sich entwickeln. Beltz, Weinheim/Basel 2014, ISBN 978-3-407-25714-7.
- mit Birte Egloff und Barbara Friebertshäuser (Hrsg.): Interkulturelle Momente in Biografien – Spurensuche im Kontext des Deutsch-Französischen Jugendwerks. Waxmann, Münster 2013, ISBN 978-3-8309-2845-4.
- Die Praxis des Tagebuchs. Beobachtung – Dokumentation – Reflexion. Herausgegeben, übersetzt und eingeleitet von G. Weigand. Waxmann, Frankfurt / New York 2009, ISBN 978-3-8309-1998-8.
- mit Markus Böschen und Herwig Schulz-Gade (Hrsg.): Allgemeines und Differentielles im pädagogischen Denken und Handeln. Grundfragen – Themenschwerpunkte – Handlungsfelder. Ergon, Würzburg 2008, ISBN 978-3-89913-563-3.
- mit Rainer Bolle (Hrsg.): Johann Friedrich Herbart. 200 Jahre Allgemeine Pädagogik. Wirkungsgeschichtliche Impulse. Waxmann, Münster 2007, ISBN 978-3-8309-1794-6.
- mit Remi Hess Remi (Hrsg.): Teilnehmende Beobachtungen in interkulturellen Situationen. Campus, Frankfurt am Main / New York 2007, ISBN 978-3-593-38505-1.